# Ouldémé (peuple)
Pour les articles homonymes, voir Ouldémé.
Les Ouldémé sont une population d'Afrique centrale vivant au nord du Cameroun dans les monts Mandara. 

## Ethnonymie
Selon les sources, on observe quelques variantes : Ouldémés, Uldeme.

## Langue
Leur langue est le ouldémé (ou wuzlam), une langue tchadique, dont le nombre de locuteurs était estimé à 10 500 en 1982. 

### Discographie
- Nord Cameroun : musique des Ouldémé : au rythme des saisons, Maison des Cultures du Monde, Antony, Auvidis, 2001, CD (69 min 10 s) + brochure ([28] p.

### Filmographie
- Une harpe ouldémé, film documentaire réalisé par Nathalie Fernando et Fabrice Marandola, CNRS Diffusion, Meudon, 1999, 16 min (VHS)